# План «Доннершлаг»
План «Доннершлаг» (нем. Donnerschlag — «Удар грома») — план операции 6-й немецкой армии в декабре 1942 года с целью прорыва окружения под Сталинградом. Был одной из составляющих плана операции «Винтергевиттер». По разным причинам план «Доннершлаг» реализован не был.